# Tony Santos
Gregorio Iván Delgado Santos (San Isidro, Granadilla de Abona, Tenerife, España, 15 de abril de 1981) es un cantante español de Tenerife (Canarias), conocido como Tony Santos. Se inició en el mundo de la música gracias a su participación en la segunda edición de Operación Triunfo.

## Biografía
Nació en Santa Cruz de Tenerife pero vivió desde pequeño en el sur de Tenerife, en el barrio de San Isidro en el municipio de Granadilla de Abona.
Cuando decidió presentarse a la segunda edición de Operación Triunfo estudiaba Filología Inglesa en la Universidad de La Laguna.
Tony Santos fue el concursante que más veces fue elegido favorito del público durante la segunda edición de OT. Además, fue el primero de los participantes en alcanzar las 200.000 copias vendidas de su sencillo "Un hombre así", lo que le valió el derecho a tener su propia carrera discográfica. Su popularidad durante el programa, en el que se le llegó a comparar con Craig David,' le valió para convertirse en la imagen de la campaña Tenerife amable que vendía la imagen de la isla en la península.
Posteriormente, participó en una campaña publicitaria de McDonald's con el tema "I'm lovin it".
También participó con el DJ y locutor de 40 Principales Tony Aguilar en varios proyectos.

## Discografía

### Álbumes de estudio
- 2003 - "Alma negra".[6] ESP: #2 - Platino[7]
- 2006-2007 - "Sexy".[8]
- 2007 - "Remixes".[9]

| Alma negra |                                      |          |  |
| N.º        | Título                               | Duración |  |
| 1.         | «Actitud»                            | 3:21     |  |
| 2.         | «Sigo mi camino»                     | 3:38     |  |
| 3.         | «I Wanna Sex You Up»                 | 4:00     |  |
| 4.         | «Ella»                               | 3:35     |  |
| 5.         | «Nada soy»                           | 3:59     |  |
| 6.         | «Kimera»                             | 3:56     |  |
| 7.         | «Si pudiera»                         | 3:55     |  |
| 8.         | «U Should Be Dancing»                | 3:13     |  |
| 9.         | «No te dejaré jamás (feat. Cristie)» | 4:16     |  |
| 10.        | «Que tal si tú y yo»                 | 4:12     |  |
| 11.        | «Sólo necesito»                      | 4:10     |  |
| 12.        | «Why When How»                       | 4:09     |  |
| 13.        | «Un hombre así»                      | 3:27     |  |
| 50,57      |                                      |          |  |

| Sexy |                                                                 |          |  |
| N.º  | Título                                                          | Duración |  |
| 1.   | «Intro»                                                         | 0:57     |  |
| 2.   | «Sexy»                                                          | 3:42     |  |
| 3.   | «Ya Te Vale»                                                    | 3:59     |  |
| 4.   | «Fue un Error (feat. Taito G. y Mr. Krak de Skylee Cru)»        | 3:38     |  |
| 5.   | «Sin Ti»                                                        | 3:44     |  |
| 6.   | «Por Qué»                                                       | 4:06     |  |
| 7.   | «Nunca Sabré»                                                   | 3:49     |  |
| 8.   | «Viviré»                                                        | 3:55     |  |
| 9.   | «No Olvidaré - Parte 2 (feat. Dana Álvarez)»                    | 3:54     |  |
| 10.  | «Perdóname»                                                     | 4:33     |  |
| 11.  | «Ya no te amo»                                                  | 3:45     |  |
| 12.  | «Ahora y por siempre (feat. Dana Álvarez) Di sole e d'azzurro » | 4:17     |  |
| 13.  | «Por Qué (Versión Acústica)»                                    | 4:13     |  |
| 49   |                                                                 |          |  |

| Remixes |                                                                 |          |  |
| N.º     | Título                                                          | Duración |  |
| 1.      | «Sexy (Redroom Factory Remix)»                                  | 3:16     |  |
| 2.      | «Ya Te Vale (feat. KBZ) (Redroom Factory Remix)»                | 3:16     |  |
| 3.      | «No Te Olvidaré (feat. Dana Álvarez) (AeeRReeSe Remix)»         | 3:05     |  |
| 4.      | «Viviré (Aeerreese Remix)»                                      | 3:50     |  |
| 5.      | «Por Qué (Versión Acústica)»                                    | 4:14     |  |
| 6.      | «Y Si Le Digo la Verdad (feat. Norikko y Santaflow)»            | 4:16     |  |
| 7.      | «Ahora y por siempre (feat. Dana Álvarez) Di sole e d'azzurro » | 4:17     |  |
| 27      |                                                                 |          |  |

### Singles
- 2003 Un hombre así
- 2003 Actitud
- 2003 Sigo mi camino
- 2003 Nada soy
- 2007 Fue un error
- 2007 Ya te Vale